# Marcel Mignot

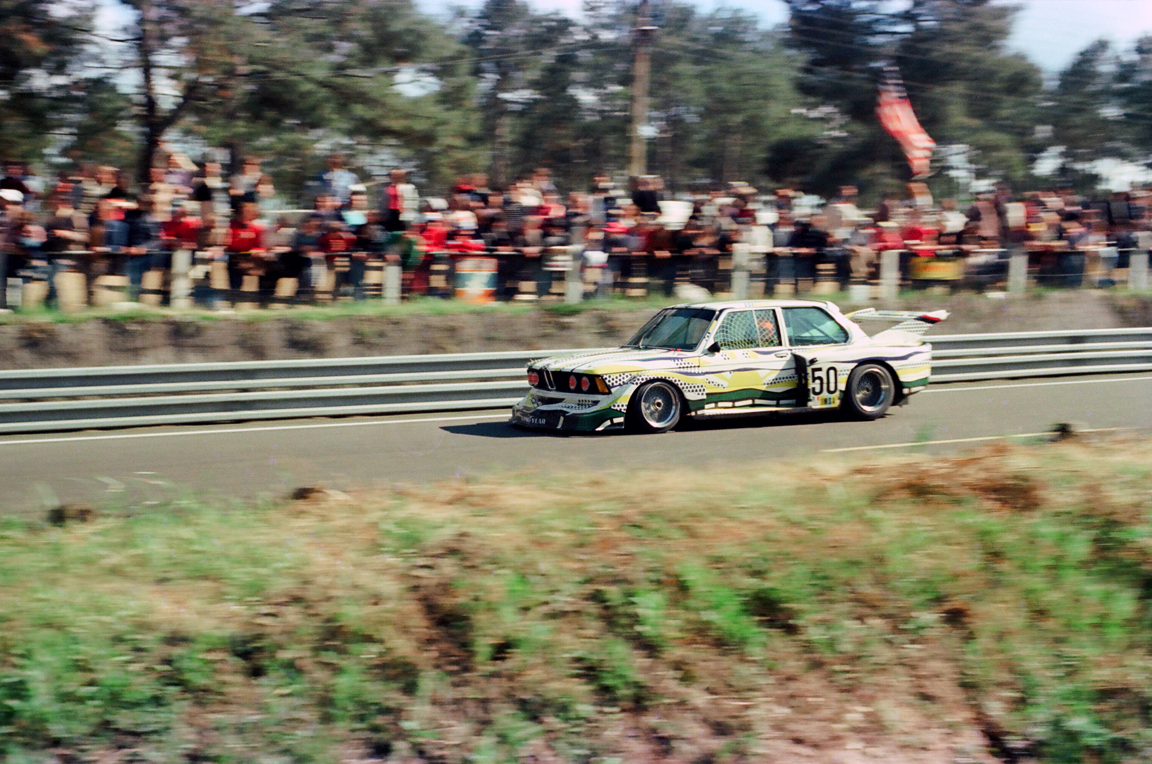
Das von Roy Lichtenstein designte BMW Art Car, gefahren von Hervé Poulain und Marcel Mignot beim 24-Stunden-Rennen von Le Mans 1977

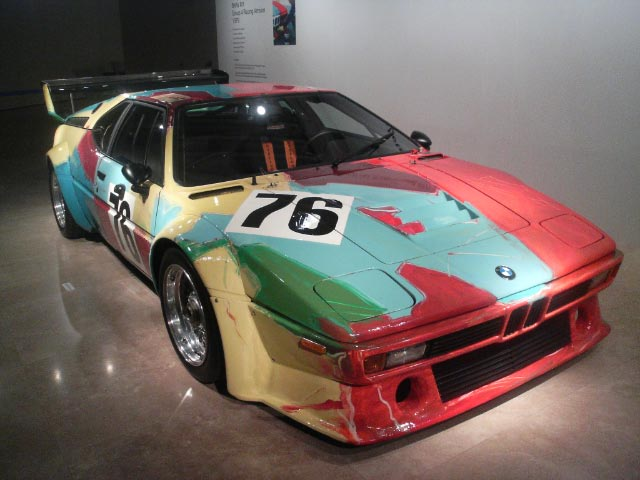
Das BMW M1-Art-Car mit der Lackierung von Andy Warhol. Poulain, Manfred Winkelhock und Mignot erreichten mit dem Wagen den sechsten Rang beim 24-Stunden-Rennen von Le Mans 1979

Marcel Mignot (* 11. Juni 1944 in Martigné-Ferchaud) ist ein ehemaliger französischer Autorennfahrer.

## Karriere im Motorsport

### Sportwagenrennen
Marcel Mignot erreichte durch seine mehrmalige Teilnahme beim 24-Stunden-Rennen von Le Mans internationale Bekanntheit. Seinen ersten Start in Le Mans hatte er 1972 auf einem Porsche 911. Nach einem Defekt an der Kraftübertragung konnte er das Rennen nicht beenden. Seine erste Zielankunft erreichte er ein Jahr später mit dem 17. Gesamtrang.

### BMW-Art-Cars
Große Aufmerksamkeit, weit über den Motorsport hinaus, erreichten in Le Mans in den 1970er-Jahren die BMW Art Cars. Die Idee zu diesen Fahrzeugen hatte der französische Kunstauktionator und Rennfahrer Hervé Poulain, der 1975 einen von Alexander Calder bemalten BMW 3.0 CSL in Le Mans fuhr. Das erste Art Car, mit dem Mignot in Le Mans an den Start ging, war der von Roy Lichtenstein lackierte BMW 320i, mit dem er gemeinsam mit Poulain Neunter in der Gesamtwertung wurde. 1979 bestritt er das 24-Stunden-Rennen mit dem Andy Warhol-BMW M1. Neben Poulain fuhr den Wagen als dritter Pilot Manfred Winkelhock. Das Trio erreichte den sechsten Endrang.
Mignot fuhr bis 1982 in Le Mans; der sechste Rang 1979 blieb das beste Ergebnis im Schlussklassement. Beim 12-Stunden-Rennen von Sebring 1975 kam er auf einem Ferrari 365 GTB/4 als Neunter ins Ziel.

## Statistik

### Le-Mans-Ergebnisse
| Jahr | Team                    | Fahrzeug                | Teamkollege          | Teamkollege        | Platzierung             | Ausfallgrund     |
| ---- | ----------------------- | ----------------------- | -------------------- | ------------------ | ----------------------- | ---------------- |
| 1972 | René Mazzia             | Porsche 911             | Pierre Mauroy        |                    | Ausfall                 | Kraftübertragung |
| 1973 | René Mazzia             | Porsche 911 Carrera RSR | Pierre Mauroy        |                    | Rang 17                 |                  |
| 1974 | Marcel Mignot           | Ferrari 365 GTB/4       | Harry Jones          |                    | Rang 16                 |                  |
| 1975 | Marcel Mignot           | Ferrari 365 GTB/4       | Harry Jones          | Philippe Gurdjian  | Rang 13                 |                  |
| 1976 | NASCAR – Junie Donlavey | Ford Torino             | Dick Brooks          | Dick Hutcherson    | Ausfall                 | Getriebeschaden  |
| 1977 | Marcel Mignot           | BMW 320i                | Hervé Poulain        |                    | Rang 9                  |                  |
| 1978 | Auto Daniel Urcun       | Porsche 934             | Jean-Claude Lefèbvre | Guy Chasseuil      | Ausfall                 | Motorschaden     |
| 1979 | Hervé Poulain           | BMW M1                  | Hervé Poulain        | Manfred Winkelhock | Rang 6                  |                  |
| 1980 | BMW France              | BMW M1                  | Didier Pironi        | Dieter Quester     | Rang 14                 |                  |
| 1981 | Preston Henn Racing     | Porsche 935K3           | Michael Chandler     | Preston Henn       | Ausfall                 | Zündungsschaden  |
| 1982 | Goodrich Corporation    | Porsche 924 Carrera GTR | Doc Bundy            | Jim Busby          | Rang 16 und Klassensieg |                  |

### Sebring-Ergebnisse
| Jahr | Team              | Fahrzeug          | Teamkollege | Platzierung | Ausfallgrund |
| ---- | ----------------- | ----------------- | ----------- | ----------- | ------------ |
| 1975 | Jones Motorsports | Ferrari 365 GTB/4 | Harry Jones | Rang 9      |              |